# Symphorema polyandrum
Symphorema polyandrum là một loài thực vật có hoa trong họ Hoa môi. Loài này được Wight miêu tả khoa học đầu tiên năm 1840.